# Desejo (Sandman)
Desejo é um dos sete Perpétuos, personagens da revista Sandman que são representações antropomórficas de aspectos comuns a todas as pessoas: Destino, Desencarnação (ou Morte), Devaneio (ou Sonho), Destruição, Desejo, Desespero e Delírio. É irmão gêmeo (mas nada idêntico) de Desespero. Desejo é o mais lascivo e supérfluo dos perpétuos, sempre centrado na autosatisfação. Seu símbolo na galeria dos outros Perpétuos é um coração de vidro.
Desejo não tem sexo definido, as vezes personificando uma mulher e outras um homem, mas sempre de uma beleza extrema e irreprodutível. Ele exala um odor sutil de pêssegos e sempre projeta duas sombras. Sua pele é pálida, uma característica comum a todos os perpétuos. Ela está sempre sorrindo cinicamente e fuma muito.
Desejo é o Perpétuo mais cruel e é obcecado em interferir nos assuntos de seus parentes mais velhos, principalmente Sonho. O reino de Desejo, chamado Limiar, é uma estátua colossal com as feições do corpo que estiver usando naquele momento. Este corpo é como uma cidade, e Desejo habita seu coração.